# جوزپه آلتئا
جوزپه آلتئا (انگلیسی: Giuseppe Altea؛ زادهٔ ۱۱ ژوئن ۱۹۹۷) بازیکن فوتبال است.